# El Pardo

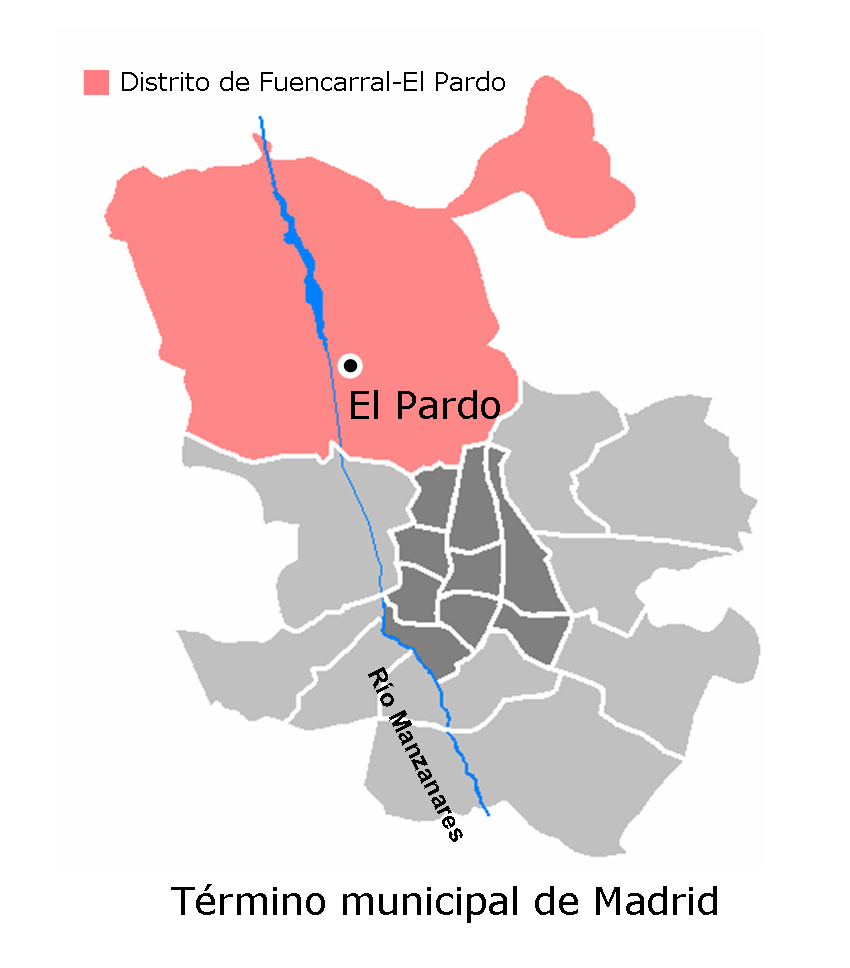
El Pardo i Madrid

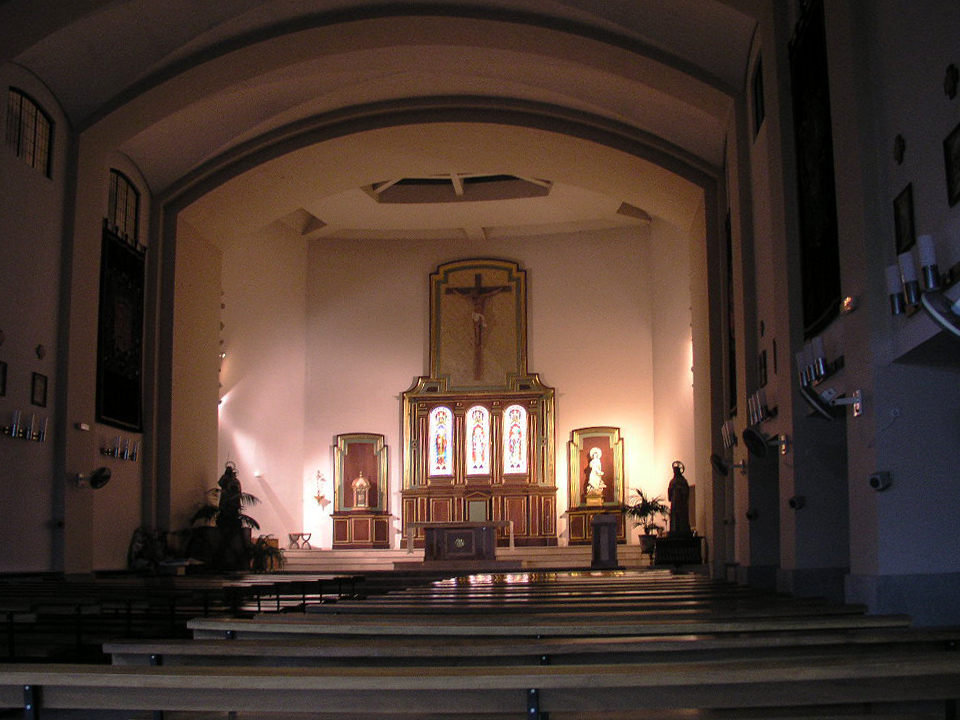
Interiör i församlingskyrkan i El Pardo.

El Pardo är ett samhälle och kungligt residens som tillhör kommunen Madrid (Spanien), till vilken det fogades 1950, och bildade ett av åtta distrikt i distriktet Fuencarral-El Pardo. 
Målat av Velázquez och omvandlat till att bli högkvarter för Francos diktatur, upptar detta samhälle i staden Madrid en plats som är mycket mer betydande än dess demografiska eller ekonomiska betydelse, vilket härrör från det kungliga palatset Palacio Real de El Pardo, ett alternativt residens för de spanska kungarna fram till Alfons XIII och sedan diktatorn Francisco Franco, och palatset Zarzuela, som utgör det nuvarande residenset för Juan Carlos I, kung av Spanien. 

## Demografi
Befolkningen på 3 657 invånare år 2008, består av ättlingar till dem som tjänstgjort på Palacio Real de El Pardo, anställda vid Patrimonio Nacional och olika militära grupper (särskilt den kungliga vaktstyrkan), och dessutom den del av befolkningen som utgjorde byn före Francoregimen. 
Befolkningens medelålder är ganska hög, på grund av den svaga ekonomiska aktiviteten i samhället, dess karaktär av nästan uteslutande bostäder och det i praktiken omöjliga att skapa nya bostäder i det naturskyddade området Monte de El Pardo, som har integrerats i Parque Regional de la Cuenca Alta del Manzanares. 

## Geografi
Samhället, till formen långt och smalt, sträcker sig längs floden Manzanares och ligger sex kilometer från närmaste delen av Madrid. Det är helt omgiven av Monte de El Pardo, som tidigare var ett jaktreservat för kungarna av Spanien och nu bildar ett naturskyddsområde, inhägnat och bevakat, och bestående främst av en stor ekskog på de låga kullarna på båda sidor av Manzanares. 

## Historia

### Ursprung
Historien om detta samhälle började officiellt 1405 när kung Henrik III av Kastilien lät konstruera det första jaktslottet i mitten av Monte de El Pardo. Detta första kungliga residens ersattes av kung Karl I:s palats 1547. Det har därefter utvidgats och restaurerades sedan nästan fullständigt av Karl III 1772, under ledning av den italienska arkitekten Francesco Sabatini. 
I El Pardo bodde under många år målaren Goya i familjen Postas tidigare hus, som låg intill torget. Idag på platsen där den tidigare byggnaden stod finns idag ett värdshus vid namn "Marquesita". 
Kung Alfons XII av Spanien dog i staden 1885. 